# Albert Clerc
Albert Clerc (Besançon 25 de juny de 1830 – Saint-Denis-en-Val, 10 de juny de 1918), fou un jugador d'escacs francès.

## Biografia
Clerc, que era magistrat, va ser un promotor dels escacs a la França del segle xix. Fou president del Cercle dels Escacs de Besançon i president honorari de l'”Académie Aixoise des Echecs”. A les darreries de la seva carrera judicial, fou nomenat conseller honorari de la Cort d'Apel·lació de Paris. Fou amic personal del president Jules Grévy, amb qui tenia el costum de jugar als escacs. Fou guardonat Oficial de la Legió d'Honor.

## Resultats destacats en competició
Jugador rellevant a la França del darrer terç del segle xix, va participar sovint en els torneigs que s'organitzaven al Café de la Régence, on hi participaven habitualment alguns dels millors jugadors del món. Va guanyar a Paris 1856, empatà als llocs 9è-10è a Paris 1878 (els campions foren Johannes Zukertort i Szymon Winawer), i fou 4t a Paris el 1890 i el 1892 (ambdós torneigs guanyats per Alphonse Goetz).

### Campionats nacionals francesos
Clerc va participar en les tres edicions del campionat nacional francès que es van organitzar a finals del segle xix. Fou 2n, rere Samuel Rosenthal, a Paris 1880 (1r Campionat Nacional, que era el 1r Campionat d'escacs de França no oficial), fou 4t a Paris 1881 (2n Campionat Nacional, el campió fou Edward Chamier), i guanyà, per davant de Jules Arnous de Rivière, a Paris 1883 (3r Campionat Nacional),